# 奥田正昭
奥田 正昭（おくだ まさあき、1953年1月1日 - ）は、日本の裁判官。日本大学大学院法務研究科教授。旭川地方裁判所長、旭川家庭裁判所長、札幌地方裁判所長、東京地方裁判所長等を歴任。2025年、瑞宝重光章受章。

## 経歴
- 1976年 中央大学法学部法律学科卒業[1][3]
- 1977年4月　司法修習生（31期）
- 1979年4月　札幌地方裁判所判事補任官
- 1982年4月　東京地方裁判所判事補
- 1985年4月　福岡地方裁判所・福岡家庭裁判所判事補
- 1988年4月　鹿児島地方裁判所・鹿児島家庭裁判所名瀬支部判事補
- 1989年4月　鹿児島地方裁判所・鹿児島家庭裁判所名瀬支部判事
- 1990年4月　神戸地方裁判所判事
- 1993年4月　福岡地方裁判所・福岡家庭裁判所判事
- 1993年9月　福岡高等裁判所判事職務代行
- 1996年4月　高松高等裁判所判事
- 1997年4月　高松高等裁判所事務局長
- 2001年4月　札幌地方裁判所部総括判事
- 2008年4月　東京地方裁判所部総括判事
- 2009年3月　司法研修所教官
- 2011年7月　旭川地方・家庭裁判所長
- 2013年3月　札幌地方裁判所長
- 2014年11月　東京高等裁判所部総括判事
- 2016年10月　東京地方裁判所長

## 主な担当訴訟
- 札幌市議会政務調査費返還訴訟
- NTT東日本過労死損害賠償請求訴訟
- 幌南病院医療過誤損害賠償請求訴訟
- ボストン歯科医療過誤損害賠償請求訴訟